# Malkoçoğlu – Cem Sultan
Malkoçoğlu – Cem Sultan ist ein türkischer Abenteuerfilm aus dem Jahr 1970.

## Handlung
Der Film erzählt die Geschichte von Prinz Cems Lebenskampf und wie die Akıncıs ihm Hilfe und Schutz bieten. Akıncı-Truppenführer Malkoçoğlu vertraut einem Bauern namens Polat, nimmt ihn in seine Armee auf und beauftragt ihn, Cem sicher zu seinen Verbündeten nach Frankreich  zu führen.

## Historischer Hintergrund
Der Film beruht auf einer historischen Grundlage. Die Familie Malkoçoğlu gehörte während des Osmanischen Reiches zu den Akıncı, einer türkischen Reitertruppe. Mitglieder der Familie dienten dem Osmanischen Reich als Militärs oder Beamte. Cem Sultan war ein Sohn Mehmed II. und Rivale seines Halbbruders Bayezid II. um die Nachfolge des Vaters. In der türkischen Literatur werden Cem Sultan viele Abenteuer- und Liebesgeschichten zugeschrieben. Der Cem Sultan-Stoff wurde bereits 1951 für das türkische Kino verfilmt, Cem Sultan selbst hat Auftritte in verschiedenen Fernsehserien, zuletzt in der Serie Die Borgias (2013).

## Hintergründe zum Film
Der Film selbst ist die Adaption eines türkischen Comic-Strips von Ayhan Basoglu (1928–1993) über die Abenteuer des Malkoçoğlu-Clans.
Gedreht wurde zu gleichen Teilen in der Türkei sowie im Iran, wo der Film unter dem Titel Serzemin-e erst 1971 erschien.

## Besetzung
- Cüneyt Arkın als Malkoçoğlu / Polat (Doppelrolle)
- Pouri Banayi (Gülnaz Huri) als Melek (Himmelsbote)
- Cihangir Gaffari als Şehzade (Prinz) Cem Sultan
- Feri Cansel als Jitan
- Suzan Avcı als Zühre (Venus)
- Behçet Nacar als Gaddar (Unterdrücker) Hamolka
- Özdemir Han als Șeytan (Teufel) Omerro
- Ayton Sert als Hancı (Wirt) İgor
- Aytekin Akkaya als Räuber
- Günay Güner als Räuber
- Adnan Mersinli als Räuber / Öküz (Ochse) Abdi
- Tarık Șimșek als Omerros Knappe
- Levent Çakır und Giray Alpan in weiteren Nebenrollen

## Rezeption
Die Internet Movie Database (IMDb) verzeichnet 548 Filmbewertungen registrierter Nutzer mit durchschnittlich 6,1 (gewichtetes Mittel 5,9) von 10 Sternen. 80,3 Prozent der Bewertungen stammten von männlichen Zuschauern.
Acht registrierte Mitglieder der Online-Filmdatenbank (OFDb) vergaben im Schnitt 8,38 von 10 Punkten.